# Sellbytel Group

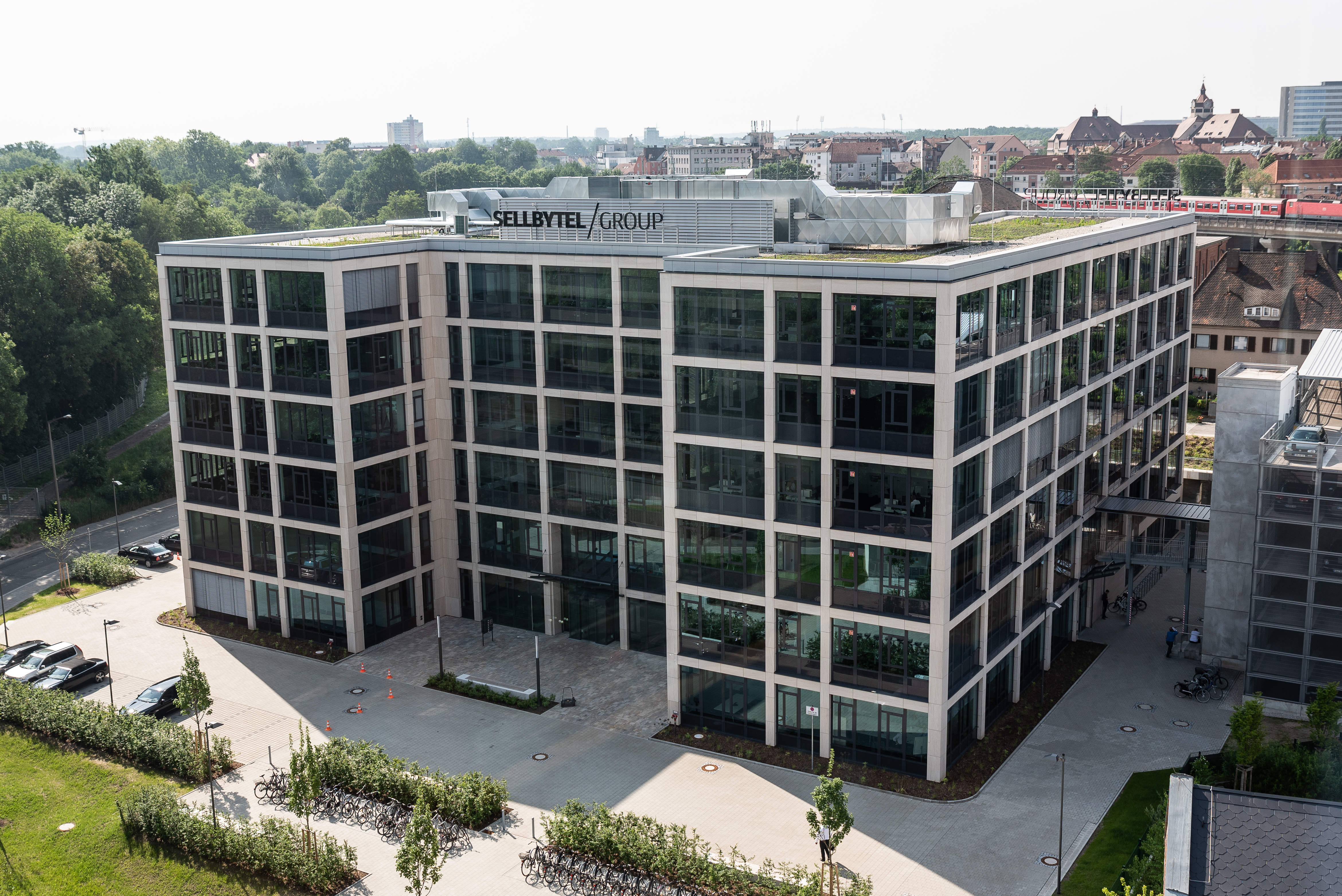
Hauptsitz der SELLBYTEL Group GmbH in Nürnberg.

Die Sellbytel Group GmbH (Eigenschreibweise: SELLBYTEL Group GmbH) mit Sitz in Nürnberg war ein Outsourcing-Dienstleister, dessen Spezialisierung in den Bereichen Vertriebsdienstleistungen, Customer-Service, Support-Lösungen, Personaldienstleistungen, Training und Home-Office-Lösungen lag. Seit 2018 ist Sellbytel Teil der Webhelp Group und beschäftigt weltweit an 62 Standorten in Europa, Afrika, Asien, Nordamerika und Australien über 8.500 Mitarbeiter.

## Geschichte
1988 gründete Michael Raum Sellbytel mit Sitz in Nürnberg. 1998 folgte die Gründung einer Tochtergesellschaft in Frankreich.
Im Jahr 2000 wurde die Tochtergesellschaft Helpbycom European Help Desk Services GmbH gegründet. 2001 erfolgte eine Standorteröffnung in Barcelona. 2003 expandierte Sellbytel im Vertriebsoutsourcing und gründete die Tochtergesellschaft Livingbrands GmbH. Zwei Jahre später folgte der Einstieg in den Markt der Pharmakommunikation mit der Tochter Medexperts, 2007 die Gründung des HR-Unternehmens Righthead. 
2010 erfolgte die Standortgründung in Toronto, von welchem der nordamerikanische Markt betreut wird. Im gleichen Jahr eröffnete Sellbytel eine zweite Niederlassung in Berlin. 2010 und 2011 wurde in den asiatisch-pazifischen Wirtschaftsraum expandiert und Niederlassungen in Singapur, Kuala Lumpur, Seoul und Sydney geschaffen. Es folgten Niederlassungen in Nairobi, Lagos, Dakar, Jakarta, Manila, Bangkok und Hanoi. 2011 übernahm die Sellbytel Group das Training-Unternehmen aha! Talentexperts. 2013 gründete das Unternehmen einen weiteren Standort in San Francisco, Kalifornien. 2018 wurde ein neuer Standort in Puerto Rico eröffnet und das Tochterunternehmen Invires, welches internationale Home-Office-Lösungen anbietet, gegründet. Seit 2018 ist die Sellbytel Group Teil der Webhelp Group.

## Töchter der Sellbytel Group
- Sellbytel: Customer Service und Backoffice-Lösungen
- Livingbrands: Vertriebslösungen
- Helpbycom: Technischer Support
- Invires: Home Office Solutions
- Righthead: Human Resources
- Aha!Talentexperts: Training und Coaching